# Северный (Казань)
Се́верный (тат. Северный) — жилой массив и самый крупный по территории городской посёлок в Казани, один из нескольких в Авиастроительном районе города. Соответственно названию, окраинный посёлок расположен на севере города. Численность населения — около 25 тыс. человек. Является одноимённой градостроительно-жилищной административно-учётной единицей с территориями общественного самоуправления «Северный-1» (северная часть), «Авиастроителей» (полностью), «Ново-Караваево» (северная часть), «Караваево» (западная часть) и обслуживается управляющей компанией ЖКХ ООО РСК «Авиатор».

## Расположение и описание

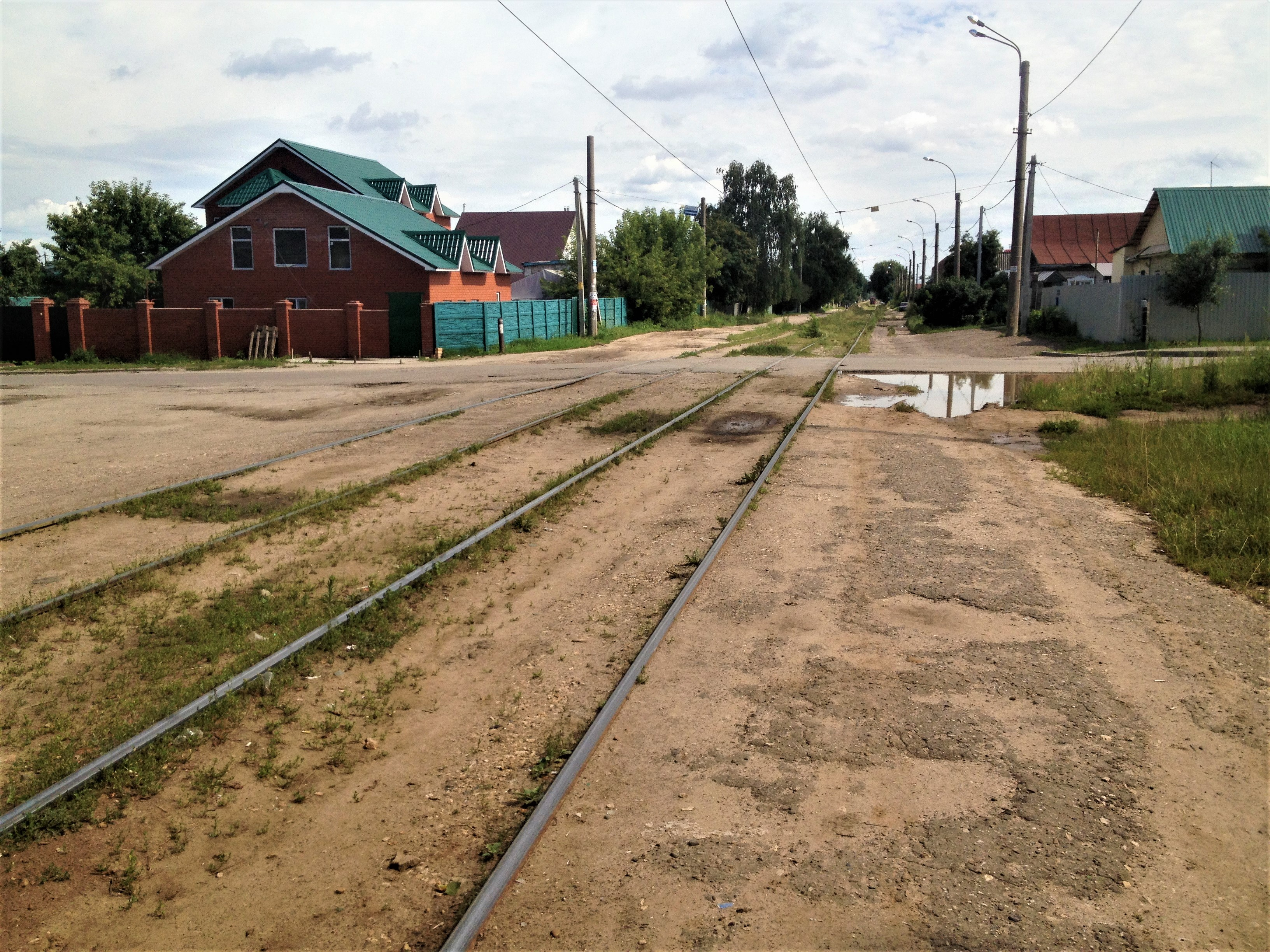
Частный сектор посёлков Северный и Новое Караваево и трамвайная линия по улице Айдарова между ними

Посёлок находится на севере города и в центрально-северной части района между улицей Айдарова на юге и обширной дачной и пустырно-лесистой зелёной зоной перед границей города вдоль Казанской объездной дороги на севере и между улицами Вересаева, Верхоянская на востоке и улицами Ак Каен, Харьковская на западе.
Южнее находится городской посёлок-микрорайон Новое Караваево, восточнее — городской посёлок Сухая Река, западнее — дачные участки («Заовражье», «Сирень», «Энергетик») и санитарно-защитная зона предприятия «Казаньоргсинтез», севернее — дачные участки («Берёзка», «Кооператор», «№ 10 КМПО», «№ 8 КАПО», «№ 10 КАПО», «№ 2 Элекон»).
Посёлок имеет площадь около 5,5 км², протяжённость с востока на запад более 3,5 км, с юга на север — более 1,5 км и на плане имеет в целом прямоугольную форму, ориентированую с востока на запад и испещрённую несколькими десятками мелких ортогональных кварталов между многочисленными улицами широтного и меридионального направлений, из которых главными являются идущие с востока на запад улицы Литвинова, Северополюсная и идущие с юга на север улицы Дениса Давыдова, Ашхабадская, Центрально-Мариупольская и Челюскина. В посёлке находится Суворовско-Бадаевский овраг (по названиям соседних улиц), за посёлком расположены три озера Лесное.
Посёлок плотно застроен почти исключительно только индивидуальными жилыми домами т. н. частного сектора, которых здесь около 7,5 тысяч.
В посёлке находятся многофункциональный культурно-досуговый центр (дом культуры), мечеть «Нур Ислам», гимназия № 14, школа № 60, детские сады № 296,341,366, почтовое отделение № 47, городская библиотека № 14, несколько магазинов, памятник героям войны и труженикам тыла.

## История
Посёлок начал застраиваться в 1940-е—1950-е годы, когда (и позже) здесь на пустырных территориях выделялись участки для строительства индивидуальных домов эвакуированным переселенцам и рабочим расположенных на севере города заводов «№ 22», «№ 16», «КВЗ», «Казаньоргсинтез», «Казанькомпрессормаш» и т.д.

## Транспорт
Несмотря на большую удалённость, посёлок исторически был обеспечен городским транспортом Казани в виде одного из первых маршрутов городского автобуса № 6 (который до 2007 г. имел № 9), идущего до микрорайона Соцгород в советское время, а ныне — в центр города. Также в посёлке находятся конечные остановки идущего в «спальный район» Новое Савиново и район завода «Казанькомпрессормаш» автобусного маршрута № 76 (до 2007 г. маршрутное такси № 161) и идущего в «спальные районы» Новое Савиново и Азино автобусного маршрута № 18 (до 2007 г. маршрутное такси № 168).
Посёлок также транспортно доступен от идущего вдоль его южной границы по улице Айдарова в центр города трамвайного маршрута № 1 (который до 2013 г. имел № 9 и включил в себя маршрут № 10, действовавший здесь в 1966—2008 гг. только до посёлка Караваево). Имеется проект продления в посёлок троллейбусного маршрута № 13.
Ввиду очень большой территории посёлка, имеется несколько автобусных остановок в нём и несколько трамвайных остановок на улице Айдарова.